# Медаль «В память пребывания казачьей депутации в Санкт-Петербурге в 1763 году»
Медаль «В память пребывания казачьей депутации в Санкт-Петербурге в 1763 году» — медаль, которой наградили в 1763 году кошевого атамана Войска Запорожского Григория Фёдорова. На медали изображён профиль Екатерины II и герб Российской Империи. Медаль имела 65 миллиметров в диаметре и носилась на Андреевской ленте.
В 1763 году казачья делегация совершила визит в Петербург для решения межевых споров между русским правительством и Запорожским войском. Медаль имеет круглую форму, отчеканена из золота. 